# Aconitum tabatae
Aconitum tabatae är en ranunkelväxtart som beskrevs av M. Tamura. Aconitum tabatae ingår i släktet stormhattar, och familjen ranunkelväxter. Inga underarter finns listade i Catalogue of Life.